# 北國銀行
株式会社北國銀行（ほっこくぎんこう、英: The Hokkoku Bank, Ltd.）は、石川県金沢市に本店を置く地方銀行。
キャッチコピーは、以前は『やってく!ほっこく!』が採用されていたが、現在は展開していない。

## 概要
1943年3月、第二次世界大戦の戦況悪化に伴い石川県下の加能合同銀行、加州銀行、能和銀行に対し大蔵省、石川県、日本銀行などから合併の勧奨または斡旋をする旨の働きかけが行われた。同年7月に三社による合併の調印、同年12月12日北國銀行の設立総会が行われた。本店は加能合同銀行に置き、加州銀行本店は金沢支店となった。発足当初の店舗数は石川県内に16、大阪市内に1という体制であった。さらに翌1944年には、日本銀行の斡旋により石川貯蓄銀行を吸収合併した。
2001年に石川銀行が経営破綻してからは、石川県内に本店を置く唯一の地方銀行である。現在、県および金沢市をはじめとする県内の各自治体の指定金融機関を受託している。2014年11月25日、本店を金沢市広岡（金沢駅西口）へ新築移転し、金沢中央支店を本店営業部へブランチインブランチ化した。旧本店跡地は売却され、ホテルとマンションが建設される。
店舗には、明治および大正時代に建築された武蔵ヶ辻支店やレンガ造りの倉庫をリノベーションした犀川中央支店などが現役の営業店として活用されている。

## 沿革
- 1943年
  - 12月12日[10] - 加能合同、加州、能和の三行合併により北國銀行創立総会開催[11][注 1]。7代目米谷半平（加能合同銀行頭取）が初代頭取、泊宗一（能和銀行頭取）が取締役会長に就任。
  - 12月18日 - 北國銀行創立。
- 1946年12月21日 - 米谷半平頭取逝去[12]。
- 1947年2月18日 - 石橋義雄が第2代頭取に就任[12]。
- 1958年3月 - 本店完成。
- 1961年
  - 1月26日 - 本陣甚一（旧・加能合同銀行支配人）が第3代頭取に就任。石橋義雄前頭取は取締役会長、泊宗一前会長は取締役に就任[12]。
  - 1月27日 - 泊宗一取締役退任[12]。
- 1966年7月26日 - 石橋義雄会長退任、本陣甚一頭取が代表取締役会長を兼務[12]。
- 1968年11月6日 - 中井正一が第4代頭取に就任[12]。
- 1973年4月 - 東証・大証各2部に上場[11]。
- 1974年2月 - 東証・大証各1部に指定替え[11]。
- 1976年12月23日 - 本陣甚一前会長は常任相談役に就任[12]。
- 1978年
  - 2月 - 全店オンラインシステム完成[11]。
  - 12月22日 - 8代目米谷半平が第5代頭取に就任。中井正一前頭取は代表権のない取締役会長に就任[12]。
- 1983年11月 - 新電算機センター完成[11]。
- 1984年6月 - 中井正一取締役会長退任、顧問に就任。
- 1990年6月28日 - 本陣靖司が第6代頭取に就任。米谷半平前頭取は代表取締役会長に就任。
- 1992年4月1日 - CI導入[11]、ロゴマークが現行のものに改定[13]。
- 1997年
  - 10月8日 - 北國銀行背任事件で当時の頭取と石川県信用保証協会幹部が逮捕される[注 2]。
  - 10月27日 - 米谷半平代表取締役会長が第7代頭取を兼務。
- 1998年12月1日 - 深山彬が第8代頭取に就任。
- 2000年12月 - 基幹システムを日本IBMへアウトソーシング。
- 2005年
  - 4月 - 証券仲介業務を開始[11]。
  - 9月 - 福井銀行、富山第一銀行と業務提携締結。FITネットの運用を開始。
- 2006年6月29日 - 安宅建樹が第9代頭取に就任。深山彬前頭取は代表取締役会長に就任。
- 2008年3月 - 千葉銀行、第四銀行、中国銀行、伊予銀行とシステム共同化について検討していくことを基本合意。（翼プロジェクト）
- 2010年
  - 5月9日 - 大阪証券取引所上場廃止[11]。
  - 12月 - 明治安田生命等5社からの株式20百万株を売出。自己株3百万株を大和証券キャピタルマーケッツに第三者割当。
- 2011年4月18日 - JAバンク石川（石川県下JA・JA石川信連）とのATM提携（いしかわマイネット）の運用を開始[14]。
- 2012年
  - 3月28日 - 第5代・7代頭取の8代目米谷半平相談役逝去。
- 2013年
  - 6月27日 - 深山彬会長退任、相談役に就任。
  - 7月19日 - この日を最後に京都支店を廃止（大阪支店に継承）。
- 2014年
  - 1月30日 - アクサダイレクト生命保険と業務提携を締結し、インターネット保険窓販を開始[15][16]。
  - 9月17日 - TSUBASA（翼）プロジェクト参加行による「市場・国際業務の連携強化に関する協定書」を締結[17][18]。
  - 11月25日 - 本店を金沢市広岡（金沢駅西口）へ新築移転[11]。
- 2015年
  - 1月5日 - 勘定系システムをBankVisionへリプレース。
  - 12月27日 - ハンドボール第67回日本選手権で北國銀行ハニービーが22年ぶりに優勝[19][20]。
- 2016年
  - 1月4日 - 同年4月1日からの北國Visaデビットカードの取り扱い開始にあたって事前予約受付を開始[21]。ETCカード付帯可能
  - 3月18日 - シンガポール支店を開設[11][22][23]。
- 2017年
  - 6月23日 - 深山彬相談役退任。
- 2019年
  - 9月24日 - 個人顧客向けインターネットバンキングをリニューアル[24]。
- 2020年6月 - 杖村修司が第10代頭取に就任。安宅建樹前頭取は相談役に就任。
- 2021年
  - 10月1日 - 株式会社北國フィナンシャルホールディングスを設立し、持株会社体制に移行。連結子会社株式を北國フィナンシャルホールディングスへ移管[25]。

## 歴代頭取
| 代 | 氏名             | 就任           | 退任                            | 備考                                                             |
| -- | ---------------- | -------------- | ------------------------------- | ---------------------------------------------------------------- |
| 1  | 米谷半平 （7代） | 1943年12月18日 | 1946年12月21日 （在任中に逝去） | 1892年生 1946年没 京大経卒 石川県小松市出身 旧加能合同銀行頭取   |
| 2  | 石橋義雄         | 1947年2月18日  | 1961年1月26日                   | 1892年生 1976年没 長崎高商卒 福岡県出身 元日銀監事               |
| 3  | 本陣甚一         | 1961年1月26日  | 1968年11月6日                   | 1904年生 2008年没 京大法卒 石川県小松市出身 旧加能合同銀行支配人 |
| 4  | 中井正一         | 1968年11月6日  | 1978年12月22日                  | 1913年生 1993年没 早大政経卒 香川県出身                          |
| 5  | 米谷半平 （8代） | 1978年12月22日 | 1990年6月28日                   | 1925年生 2012年没 東大経卒 石川県出身 米谷半平初代頭取の長男     |
| 6  | 本陣靖司         | 1990年6月28日  | 1997年10月27日                  | 1942年生 慶大経卒 石川県出身 本陣甚一3代頭取の長男               |
| 7  | 米谷半平 （8代） | 1997年10月27日 | 1998年12月1日                   | 再任、代表取締役会長と兼務                                       |
| 8  | 深山彬           | 1998年12月1日  | 2006年6月29日                   | 1941年生 金沢大法文卒 石川県出身                                 |
| 9  | 安宅建樹         | 2006年6月29日  | 2020年6月19日                   | 1950年生 金沢大法文卒 石川県金沢市出身                           |
| 10 | 杖村修司         | 2020年6月19日  | 現職                            | 1961年生 慶大商卒、石川県小松市出身                              |

## 店舗
石川県を中心に北陸3県に店舗を展開しており、北陸銀行などと競合関係にある。 
その他、愛知県名古屋市、大阪府大阪市、東京都千代田区にも支店を置いている（いずれも空中店舗）。詳細は、公式サイトの店舗一覧 を参照。

### 地方金融機関
同行ATMでは、「FITネットATM」による福井銀行・富山第一銀行のキャッシュカードの入出金、および、「いしかわマイネット」によるJAバンク石川（石川県下のJA・JA石川信連）のキャッシュカードの出金については自行扱いとなる。法人カードによる提携利用は北國銀行と福井銀行の相互間のみになる。

### コンビニATM
2005年7月19日からはイーネットによるコンビニATMサービスを開始しており、石川県内をはじめとする北陸地方を中心に、全国のイーネットATMからでも同行のサービスと同様にカード入出金が可能となった（個人・法人カードでの入金のみ終日無料）。
2007年1月29日よりセブン銀行と提携してコンビニATMサービスを開始している。
2010年10月28日、ローソン・エイティエム・ネットワークス（LANs）と提携を開始した。
今回の提携により、これまで北陸銀行によって設置されていた石川・富山両県内において、展開店舗・台数の少なかったローソンATMが北國銀行の管理によって一部店舗を除き、ほぼ全ての店舗に置いて設置されることになった。

### イオン銀行
2007年11月12日よりイオン銀行と提携してATMサービスを実施しているが、法人カードは対象外。

### ゆうちょ銀行
北國銀行の個人・法人カードではゆうちょ銀行ATMでのカード入金は無料だが、出金は有料（ポイントサービス「ハッピース」の手数料優遇対象外）。ゆうちょ銀行のカードでの利用は入出金ともに有料。

## 情報処理システム
コールセンター及びCRMなど周辺システムに関しては、千葉銀行や第四銀行などと共に「TSUBASAプロジェクト」を組成し開発にあたってきた。
2014年11月の本店移転に先立ち、前年11月からWindowsタブレットの導入を開始した。最終的には契約社員なども含めた全従業員2,300人にマイクロソフトの「Surface Pro」を配布する。またこれと同時に、マイクロソフトのコミュニケーションシステム「Lync」も導入。社内の電話システムをLyncベースに置き換える予定である。

### 勘定系システム
従来は日本IBM製メインフレームによる勘定系システムを稼働させていたが、2015年1月5日、日本ユニシス（現・BIPROGY）製オープン勘定系パッケージである「BankVision」へ移行した。また、国際勘定系システムも同社製である『OpenE’ARK®』（オープンアーク）を導入する。

### 営業店システム
日本ユニシス（現・BIPROGY）による「次世代営業店システム『Bank_FIT-NE』（バンクフィット・エヌイー）」を採用している。

## 主な出資企業
- 金沢名鉄丸越百貨店
- アイ・オー・データ機器
- 北陸放送
- エフエム石川
- 小松製作所

## ギャラリー

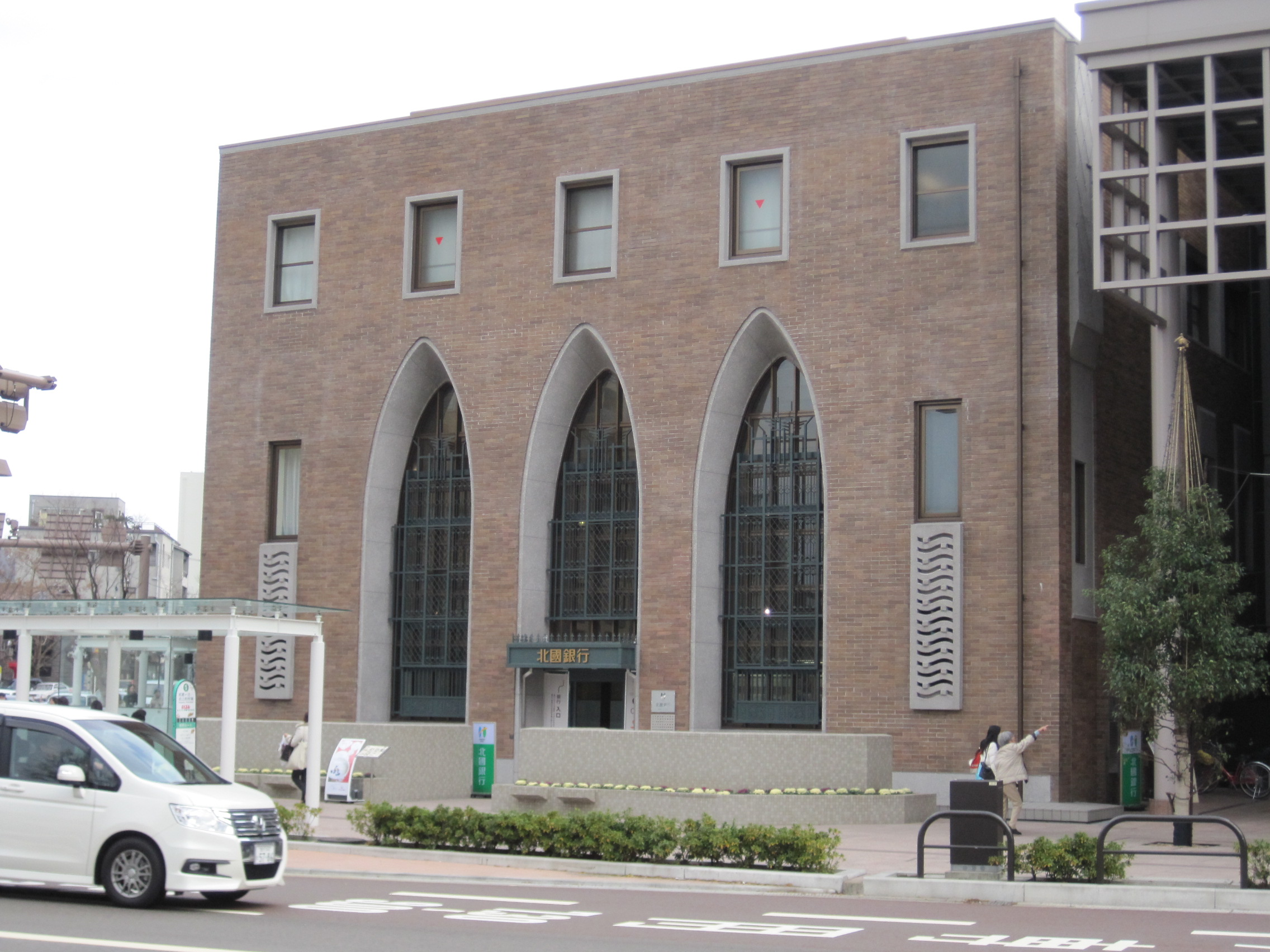
武蔵ヶ辻支店 （設計：村野藤吾）
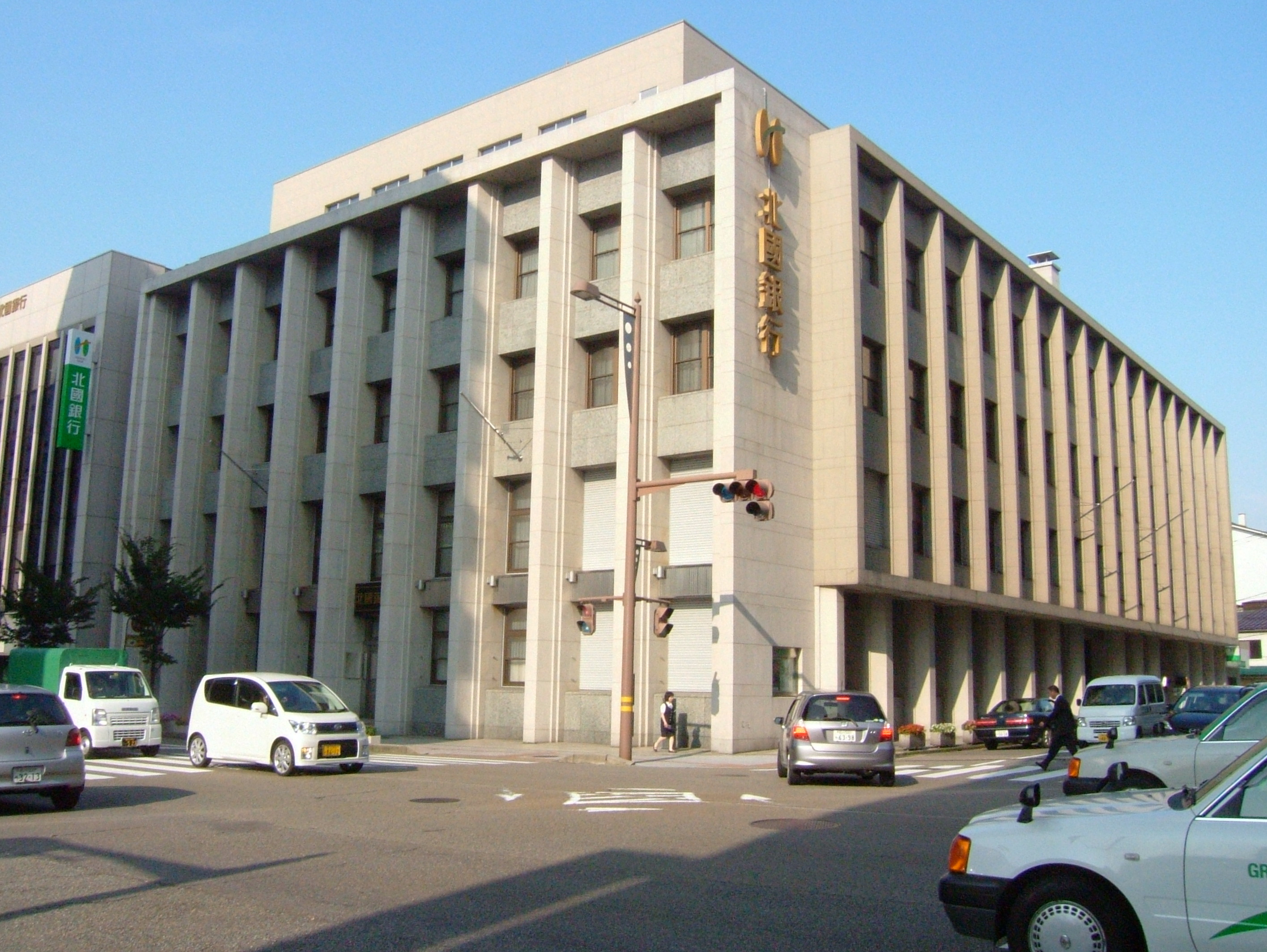
旧本店

## 不祥事
- 2018年8月～2019年10月 - 福井支店法人渉外担当の男性行員（26歳）が福井県内の取引先4社に融資した資金など総額3億6,600万円を着服していた。加えて県内の顧客2人に対して架空の高金利預金商品をうたって勧誘し、実際は定期預金を作成せずに計約3,000万円を着服していた事案も発覚。ただ顧客に不審に思われて短期間で返還しており、被害はないという[35]。

### 注
1. ↑  北國銀行が地盤とする石川県は、加賀国、能登国と二つの令制国からなる。
2. ↑  元頭取に対しては、無罪判決が確定。